# 4169 Celsius
4169 Celsius (1980 FO3) là một tiểu hành tinh nằm phía ngoài của vành đai chính được phát hiện ngày 16 tháng 3 năm 1980 bởi Claes-Ingvar Lagerkvist ở La Silla.